# Søren Glosimodt Mosdal

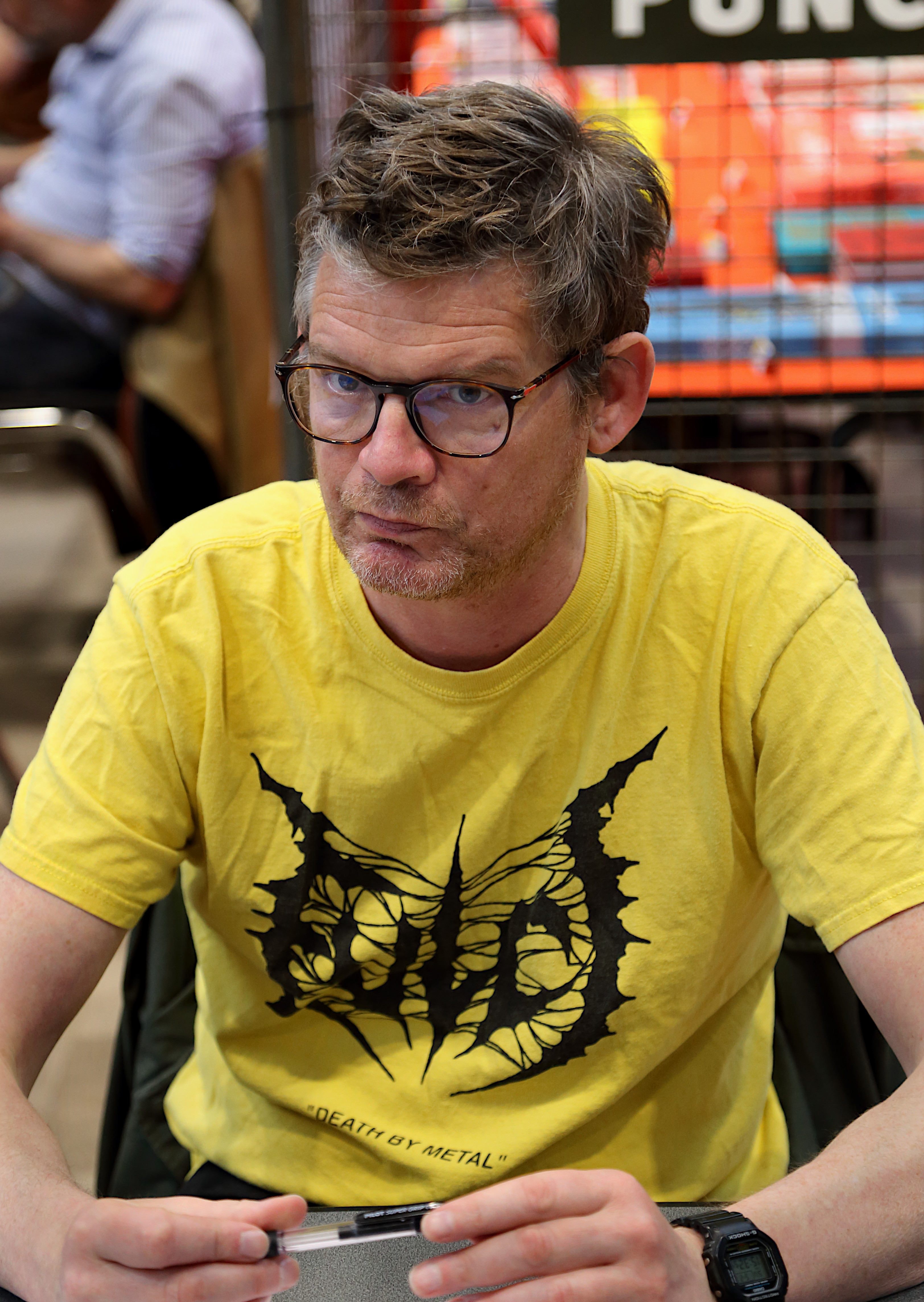
Søren Glosimodt Mosdal (2023)

Søren Glosimodt Mosdal (* 1972) ist ein dänischer Comiczeichner und Illustrator. Er wuchs teilweise in Frankreich auf und lebt gegenwärtig in Kopenhagen. Er ist Mitglied des Illustration-Studios Overfloden und spielt mehrere Instrumente in der Punk-Trash-Band Mok Nok.

## Leben und Wirken
Mosdal zeichnete seinen ersten Comic – 21 Seiten lang – als Achtjähriger und mit Jean-Paul Belmondo als Helden. Später studierte er Kunst in Kopenhagen. Seit 1994 veröffentlicht er im dänischen Magazin Fahrenheit und im Literaturmagazin Zoe. 1997 begann er, mit einem Redaktor des Magazines, Jacob Ørsted, zu arbeiten, der bis heute sein Autor geblieben ist.
1999 erschien Gash, eine Sammlung von absurden, satirischen, dekadenten und anzüglichen Geschichten, die mit Verspätung auch international Aufsehen erregte: „unglaublich überzeugende Vignetten moderner Verfremdung und geistigen Isolation in einer urbanen Landschaft von atemberaubender Gleichgültigkeit“. 2001 wurde Feuerwerk veröffentlicht, die absurde Geschichte eines rastlos am Fernseher herumzappenden jungen Mannes und seiner Träume vom Dasein als Popstar oder Außerirdischer.
Seit 2000 lebt Mosdal als Comiczeichner und thematisiert dabei gerne Musik, darunter in der „außergewöhnlichen“ Comicserie Rock World über „schlechte Musik, Bier und Toilettenpapier“. Die Parodie zeigt unter anderem eine Rockband „The Fucking Chimps“ in Rockworld, deren „Sänger auf einem Typ von Saybia basiert, einer richtig schlechten dänischen Band“. Aber sein wiederkehrendes Thema sei „Mädchen“, sagt Mosdal, „alle meine Geschichten handeln von Mädchen, beziehungsweise die älteren Comics vom Fehlen von Mädchen“.
Neben der Veröffentlichung eigener Bände erscheinen Comics in unterschiedlichen Anthologien, darunter eine neu gezeichnete Version seines surrealen, berauschten, feuchten Traums Dog God (als Original Hundegott, 1998).
2010 erschien Hank Williams Lost Highway ein „wüst-rasanter Road-Comic“ über die Autofahrt, während der Countrystar Hank Williams zu Tode kam. In dieser Nacht tauchen ebenso Figuren aus Williams’ Songs auf wie reale Persönlichkeiten und Mythen. „Ich war schon lange ein Fan von Hank und dann fand ich ein Drehbuch über Hank Williams’ Leben von Paul Schrader, dem Typ der Taxi Driver schrieb, das nie verfilmt wurde. Von ihm nahm ich einzelne Teile, vor allem aber stammt meine Freundin aus Tennessee und lebt in Knoxville, wo Hank starb, wie manche sagen. Das bildete meinen Ausgangspunkt.“ Hank Williams Lost Highway wurde mehrheitlich positiv aufgenommen: „Ein Buch wie eine Geisterbahnfahrt: Man kann und möchte nicht aussteigen“., das „vor allem von seiner erzählerischen Ambivalenz lebt“. „Wenn Sie ein Hank Williams Fans sind, werden Sie die vielen Verweise auf Williams spezielles Universum lieben. Wenn Sie noch nie von dem Mann gehört haben, lernen Sie eine gute Geschichte kennen.“. Die „sehr erfolgreiche Veröffentlichung“ erzählt „auf wundervolle Weise von einer mythischen Reise durch einen Schneesturm, die aus einem Sänger eine Legende machte“.
Mosdal illustriert regelmäßig in den dänischen Zeitschriften Berlingske Tidende, Borsen, Kristeligt Dagblad, Magasinet KBH und Gyldendal. Seit Februar 2005 erscheint der Comicstrip Kanal Zoo monatlich im dänischen Lifestyle-Magazin Euroman. Zudem publizieren Mosdal/Ørsted im deutschen Comicmagazin Moga Mobo und in der slowenischen Comic-Anthologie Stripburger.

## Stil
Mosdal zeichnet in „expressionistisch anmutenden Bildern“ und in einem „eckigen und kantigen Zeichenstil“. In Illustrationen versucht Mosdal oft, etwas Persönliches einzubringen, aber nicht zu oft. Sein flüssiger Strich werde immer freier über die Jahre, „das hat wahrscheinlich mehr mit meiner Arbeit für Zeitschriften und deren knappen Deadlines zu tun, die mich dazu zwang“.
Mosdal selbst mag Comics v. a. „vieler Franzosen wie Christophe Blain und Sfar“.

## Werke
- 1998: Hundegott (mit Jacob Orsted und Jakob F. Andreasen), Debaser
- 1999: Gash, Slab-O-Concrete
- 2001: Feuerwerk, Amok (mit Jacob Orsted)
- 2003: Final Scene, in moga mobo Nr. 88 (mit Jacob Orsted)
- 2007: ELVIS, Die illustrierte Comic-Biographie (Sammelband) ehapa ISBN 978-3-7704-3128-1
- 2007: cph Rock World #1 (Søren Glosimodt Mosdal und Jacob Orsted), Smittekilde Press
- 2007: Noize World #2 (Søren Glosimodt Mosdal und Jacob Orsted)
- 2009: Dog God, in: From Wonderland With Love (Anthology) Aben Maler/Fantagraphics
- 2010: Hank Williams. Lost Highway, Fahrenheit. dt Edition Moderne, ISBN 978-3-03731-076-2, 2011
- 2012: Boil World #3 (Søren Glosimodt Mosdal und Jacob Orsted), Anport Press
- 2018: Nastard, dt Edition Moderne, ISBN 978-3-03731-175-2

## Ausstellungen
- 2006: Fabrikken for Kunst og Design, Kopenhagen
- 2008: Komiks.dk, Kopenhagen
- 2010: Helsinki, Galleria Sarjakuvakeskus